# Gerd Kāvlān
Gerd Kāvlān (persiska: گردکاولان) är en ort i Iran.   Den ligger i provinsen Västazarbaijan, i den nordvästra delen av landet, 600 km väster om huvudstaden Teheran. Gerd Kāvlān ligger 1 710 meter över havet och antalet invånare är 207.
Terrängen runt Gerd Kāvlān är kuperad åt nordost, men åt sydväst är den bergig. Runt Gerd Kāvlān är det ganska glesbefolkat, med 48 invånare per kvadratkilometer. Närmaste större samhälle är Piranshahr, 14,2 km sydost om Gerd Kāvlān. Trakten runt Gerd Kāvlān består i huvudsak av gräsmarker.